# Врачеш
Враче́ш (болг. Врачеш) — село в Софійській області Болгарії. Входить до складу общини Ботевград.

## Населення
За даними перепису населення 2011 року у селі проживали 3515 осіб.
Національний склад населення села:
| Національність   | Кількість осіб | Відсоток |
| ---------------- | -------------- | -------- |
| болгари          | 2972           | 95,2%    |
| цигани           | 136            | 4,4%     |
| Всього відповіли | 3121           |          |

Розподіл населення за віком у 2011 році:
Динаміка населення: